# 横内正
横内 正（よこうち ただし、1941年〈昭和16年〉7月1日 - ）は、日本の俳優及び声優。愛称は「ヨコ様」。TYプロモーション所属。関東州・大連生まれ、愛媛県、鹿児島県鹿児島市、福岡県若松市（現在の北九州市若松区）育ち。

## 来歴・人物
祖父の政太郎が愛媛から中国大陸に渡り、大連でハーレー・ダビッドソンの販売業をしていた。父の澤二はソ連兵に没収されるまでストラディバリウスを所有していたバイオリニストで、大連でダンスホール「バーカジノ」のオーナーとなり、バンドマスターも務めていた。当時の大連はアジアでは上海に次ぐジャズの聖地で、店には淡谷のり子、東海林太郎、南里文雄ら人気ミュージシャンも出入りしていた。1945年8月9日にソ連軍が日ソ中立条約を破って満州へなだれ込んだ際は、店の地下にあったホールが避難所となった。
1946年、家族と共に日本に引き揚げ、舞鶴港に上陸後は親戚縁者を頼り転々、一度愛媛県内郡部の小学校に入学するが、2年生で鹿児島市立城南小学校に転校、4年時にはNHK鹿児島放送局児童演劇団に入り、ラジオドラマに出演。 6年生の時に鹿児島市立鴨池小学校に転校するが、同3学期に福岡県若松市（当時。現在の北九州市若松区）に移転、若松市立修多羅小学校（現在は北九州市立若松小学校に合併）へ転校、その後若松市立第三中学校（後の北九州市立高塔中学校、現在は合併により北九州市立若松中学校）、福岡県立若松高等学校へ進学、卒業。戦後、父親はキャバレー回りや無声映画の伴奏もやり、兄と弟はジャズギタリストになった。
1960年、高校卒業と同時に上京、俳優座養成所を受験するが、2次試験に失敗。そのまま数々のアルバイトをしながら東京にとどまり、翌1961年、再チャレンジし合格、第13期生となる（同期生は石立鉄男、細川俊之、佐藤友美、加藤剛ら）。1964年養成所を卒業、俳優座入団、同年、日生劇場「ハムレット」の幕開き第一声を務めるフランシスコー役で初舞台を踏む。 「ハムレット」公演と同時に東京12チャンネル「雲こそわが墓標」でテレビ初出演。さらに1965年5月16日公開の東宝「最後の審判」で映画初出演、1967年にはNHK総合連続テレビ小説「旅路」に鉄道員・室伏雄一郎役として主演、茶の間の人気を得る。その後、吉田喜重監督「さらば夏の光」（1968年）や、「新・男はつらいよ」（1970年）「愛と死」（1971年）などの映画に助演として出演。その後俳優座の舞台では数多く主役を務める。
1969年から放送された『水戸黄門』では初代・渥美格之進役を8年間（249本出演）、1978年から放送された『暴れん坊将軍』では初代・大岡忠相役を19年間（600回以上出演）演じたことで著名。実は前者が初の本格的な時代劇出演で、しかも撮影初日が炎天下の猛暑日であった（本人は「『これからどうなるのか』と思ったのをよく覚えてます」とコメントしている）。「格さん=印籠を出す」という流れが定番となっているが、これは当時の助さん役の杉良太郎よりも声が大きかったためと、声が低い方が貫禄が出るだろうという東野の鶴の一声であった （「最初は、毎回印籠を出していたわけではなくて、今のスタイルが定着したのは始まって3年くらい。印籠を出さないと視聴者からクレームがくるようになってね。ファンの声で定番を作っていったドラマでした」と述べたことがある）。しかし、格さんのイメージが定着し過ぎることを恐れ、6年目頃に自ら降板を申し出た。だが製作サイドからの慰留を受け、最終的に第8部終了と同時に降板した。後任には大和田伸也が抜擢された。
低く響く声を生かして声優の仕事もこなしており、『コスモス（宇宙）シリーズ 』のカール・セーガンの声など海外作品の吹き替えも行っている。
2時間ドラマでは若林豪（実際は、24年）と並んで狩矢荘助警部役を多く演じた。
2回結婚して2回離婚しており、1度目は俳優座後輩の女優との間に1男2女を儲けるが宗教的理由をもとに離婚。その後女優堀越陽子と再婚するが、離婚。
女性自身のblogに「ヨコ様の奥の横道」を開設していたが、2016年9月30日をもって閉鎖。2017年5月27日からアメーバブログで『横内正の「ヨコ様の奥の横道Ⅱ」』を新たに開設している。

## 出演（俳優）

### テレビドラマ
- 陽のあたる坂道（1965年、TBS）
- ナショナルゴールデン劇場 / 逃亡（1966年、NET）
- NHK劇場 愛のシリーズ / 大市民（1966年、NHK）
- 旅路（1967年 - 1968年、NHK連続テレビ小説）
- 男はつらいよ（1968年、フジテレビ） - さくら恋人
- ナショナル劇場・パナソニック ドラマシアター（TBS）
  - 水戸黄門（C.A.L）
    - 第1部 - 第8部（1969年 - 1978年） - 渥美格之進
    - 第1部 第7話「雨あがる -大井川-」（1969年9月15日） - 梅本喜之助[注釈 2] （一人二役）
    - 第5部 第1話（1974年4月1日） - 玉の浦朝英 （一人二役）
    - 第6部 第3話「よみがえった男 -人吉-」（1975年4月14日） - 水木市之進[注釈 2] （一人二役）
    - 第24部 第27話「一陽来復米沢の春 -米沢-」（1996年4月1日） - 淵野且馬
    - 第28部 第24話「恋した人は謎の隠密 -赤穂-」（2000年8月28日） - 大石内蔵助
    - 1000回記念スペシャル（2003年12月15日） - 平松勘兵衛
    - 最終回スペシャル（2011年12月19日） - 安積厳兵衛

  - 江戸を斬るII 第18話「国定忠治 江戸に現わる」（1976年3月8日、C.A.L） - 国定忠治
- 度胸時代（1974年、CBC）
- 夜明けの刑事
  - 第38話「海洋博でダイナミックな殺人」（1975年）
  - 第86話「地上最強のカラテ 仕組まれた殺人のワナ」（1976年）
- 花王 愛の劇場 （TBS）
  - ここに幸あり（1975年）
  - 乱れる（1977年）
- 必殺仕置屋稼業 第10話「一筆啓上姦計が見えた」（1975年） - 安田弥一郎
- 伝七捕物帳 第90話「恩情しがらみ節」（1975年 NTV） - 喜三郎
- 隠し目付参上 第23話「狙われた春楽! 三太裏切ったか」（1976年、毎日放送 / 三船プロ） - 緒方玄斉
- 人魚亭異聞 無法街の素浪人 第22話「港に咲いた地獄花」（1976年、NET / 三船プロ） - 生田久四郎
- 大江戸捜査網（12ch）
  - 第250話「鈴の音が俺を呼んだ!」（1976年） - 坂口安之助
  - 第277話「仇討ち女三味線」（1977年） - 岡部良庵（吉川鉄之進）
  - 第493話「荒海を斬る隠密同心」（1981年） - 塚田新太郎
- 桃太郎侍
  - 第12話「はるかなる江戸の灯」（1976年） - 佐竹主水
  - 第142話「瓦版修行は命がけ」（1979年） - 藤岡屋吉兵衛
- 銭形平次（フジテレビ）
  - 第587話「平次御用旅」（1977年） - 関新八郎
  - 第876話「笛屋敷殺人事件」（1984年） - 佐野川高円
- 命もいらず名もいらず（1977年、TBS） - 島津久光
- 暴れん坊将軍 吉宗評判記 〜 パートVII（1978年 - 1997年、テレビ朝日） - 初代大岡忠相
- 江戸の渦潮 第11話（1978年）
- 美しき背信（1978年、12ch）
- 同心部屋御用帳 江戸の旋風IV 第26話「さむらいの挽歌」（1979年、CX / 東宝） - 郷定春
- 熱中時代 教師編II 第32話「校長先生に弟がいた!」（1981年、日本テレビ） - 天城信吾
- 長七郎天下ご免! 第110話「春一番、みちのくの男」（1982年、テレビ朝日） - 佐々木新右衛門
- ゴールデンワイド劇場 / 終着駅はまだ遠い（1982年5月24日、ANB） - 光一
- 月曜ワイド劇場「深川通り魔殺人事件」（1983年・テレビ朝日） - 寿司屋店主
- 火曜サスペンス劇場（日本テレビ）
  - 蝶たちの殺意（1983年） - 小山省一
  - 小京都ミステリー 10 （1993年） - 川口伸夫
- 土曜ワイド劇場（テレビ朝日） 
  - マラッカの海に消えた（1979年） - 一郎
  - 大時計の美女 江戸川乱歩の「幽霊塔」（1979年）
  - 超高層ホテル殺人事件（1982年）
  - 幻の結婚式（1985年）
  - 陸中海岸殺人ルート（1993年） - 石黒徹
  - "月蝕の館"殺人事件（1996年） - 青柳洋介
  - 京都不倫旅行殺人事件（1986年11月1日） - 狩矢警部
  - 愛の立待岬（1993年4月10日） - 狩矢警部
  - 復讐法廷（1997年） - 山本検事
  - 殺人迷宮課の名警部 連鎖の追跡（1998年7月）
- 突然の明日（1980年、TBS）
- NHK大河ドラマ
  - 勝海舟（1974年） - 広沢兵助
  - 獅子の時代（1980年） - 平沼亨
  - 風林火山（2007年） - 清水吉政
  - 天地人（2009年） - 小早川隆景
  - 軍師官兵衛（2014年） - 前田利家
- 木曜ゴールデンドラマ「天使が消えていく」（1982年、FBS）
- 泳げ! 第5コース（1986年、関西テレビ）
- 奇妙な同居人（1986年）
- 年末時代劇スペシャル（日本テレビ）
  - 田原坂（1987年） - 山岡鉄太郎
  - 風林火山（1992年） - 諏訪頼重
- 舞妓さんは名探偵!（テレビ朝日・火曜スーパーワイド） - 狩矢警部
  - 京都花見小路殺人事件〜舞妓さんは名探偵!（1988年）
  - 京舞妓殺人事件〜舞妓さんは名探偵2〜（1989年）
  - 京都東山殺人事件〜舞妓さんは名探偵〜（1990年、火曜ミステリー劇場）
- 男と女のミステリー（フジテレビ）
  - 京都グルメ旅行殺人事件（1989年） - 狩矢警部
  - 京都結婚指輪殺人事件（1990年） - 狩矢警部
- 金曜ドラマシアター「京都三船祭り殺人事件」（1991年11月22日、フジてえれj） - 狩矢警部
- 将軍家光忍び旅Ⅱ 第12話「信濃路慕情、男の意地が燃えるとき！」（1992年、テレビ朝日 / 東映） - 松平忠輝
- 適齢期（1994年、TBS）
- 月曜ドラマスペシャル「不倫調査員・由美の推理」（1995年10月23日） - 狩矢警部
- 検視官江夏冬子（1997年 - 2001年） - 狩矢警部
- 金さんVS女ねずみ 第1話「大奥 妖しい京人形」（1998年）
- 影武者徳川家康（1998年、テレビ朝日） - 本多忠勝
- 金曜エンタテイメント → 金曜プレステージ（フジテレビ）
  - 京都祇園芸妓シリーズ（1996年 - 2001年） - 狩矢警部
  - 京都一条戻り橋殺人事件（1996年） - 狩矢警部
  - 京都女優シリーズ（1999年 - 2004年） - 狩矢警部
  - 新・京都祇園芸妓シリーズ 第1・2作（2003年・2004年） - 狩矢警部
- 真実一路（2003年、東海テレビ）
- 水曜ミステリー9（テレビ東京・BSジャパン）
  - 信濃のコロンボ「盲目のピアニスト」（2006年） - 柳沢課長
  - 銀座高級クラブママ青山みゆき 第2・3作（2007年・2008年） - 宮川信一郎
- かりゆし先生ちばる!（2009年・テレビ東京） - 釣沢文次
- リーガル・ハイ 第10話（2012年6月19日・フジテレビ） - 町村教授
- 土曜ドラマ「芙蓉の人〜富士山頂の妻」（2014年） - 野中閑哉
- すべてがFになる 第3話、第4話（2014年11月4日、11月11日、フジテレビ） - 香山林水
- 月曜ゴールデン「十津川警部シリーズ54」（2015年4月13日、TBS） - 酒井久仁
- 昔話法廷「浦島太郎裁判」（2016年8月5日、NHK Eテレ） - 浦島太郎 [4]
- あなたには渡さない（2018年、テレビ朝日） - 大角六扇
- 月曜プレミア8 さすらい署長 風間昭平 15（2022年1月24日、テレビ東京） - 根津重彦 役[5]

### 舞台
詳細HP参照
- 明治座・三越劇場・日生劇場・赤坂ACTシアター・御園座・中日劇場・博多座・青山劇場・俳優座 他　多数
  - 風と共に去りぬ
  - ハムレット
  - ニナガワマクベス
  - ロミオとジュリエット
  - にごり江
  - 北原白秋・鬼と人と・徳川宗春・ファンタスティック・忠臣蔵
- 蝉しぐれ
- ミュージカル「マルグリッド」・眠狂四郎無頼控・ディートリッヒ・白野弁十郎・名探偵ポワロ・マウストラップ・あんた十手持った？・幸せのコンドル食堂他
- 「あなたは、日本文化を知ってますか?」「THE FACTRY」
  - リア王（2016年8月 三越劇場） - 上演台本・主演リア王役
  - リア王2017（2017年8月 三越劇場） - 上演台本・主演リア王役
  - リア王2018（2018年8月 三越劇場） - 上演台本・演出・主演リア王役
  - マクベス（2019年2月 三越劇場） - 上演台本・演出・主演マクベス役
  - リア王2024（2024年8月 - 9月、三越劇場） - 上演台本・演出・主演リア王[6]

### 映画
- 最後の審判（1965年） - 倉やん
- 惜春（1967年） - 村越亮
- さらば夏の光（1968年） - 川村信
- 新・男はつらいよ（1970年） - 会沢隆夫（マドンナ宇佐美春子の恋人）
- 愛と死（1971年）
- 五番町夕霧楼（1980年） - 写真屋
- 日本海大海戦 海ゆかば（1983年） - 秋山真之
- 国東物語（1985年） - 入田親誠
- 夢千代日記（1985年） - 山根医師
- 沈まぬ太陽（2009年） - 海野昇
- ゼウスの法廷（2014年）

### ラジオ
- TBSラジオ-エンタメエクスプレス

### トーク・バラエティ
- クイズ!脳ベルSHOW（2017年1月9日、1月10日、2022年3月30日、3月31日 BSフジ）

### CM
- 「新ライオデント」(ライオン)

## 出演（声優）

### 吹き替え

#### 映画
- 愛人関係（マルク・リルソン〈アラン・ドロン〉）
- アドベンチャー・ラリー（ボー〈ラリー・ハグマン〉）
- アメリカを震撼させた夜　(ナレーション)
- 裏窓（トーマス・J・ドイル刑事〈ウェンデル・コーリイ〉）
- エアポート1994（ジョン・カウチ〈リチャード・チェンバレン〉）
- オペラ座の怪人（サンドア・コーヴィン/怪人〈マクシミリアン・シェル〉）
- 海底二万哩（ネモ艦長〈ジェームズ・メイソン〉）※フジテレビ版
- 風と共に去りぬ（ナレーター）※日本テレビ新録版・スペシャルエディションDVD収録
- 偽装亡命者 キリル（マイケル・ロイストン〈エドワード・ウッドワード〉）
- キャバレー（マクシミリアン・フォン・ヒューナ〈ヘルムート・グリーム〉）
- 荒野の旋風（ブリックス〈チャック・コナーズ〉）
- チャタレイ夫人の恋人（オリヴァー・メラーズ〈ニコラス・クレイ〉）
- ねらわれた宝石（ポール〈スチュアート・ホイットマン〉）
- ブラックホール（ハンス・ラインハート博士〈マクシミリアン・シェル〉）
- レベッカへの鍵（アレックス・ウォルフ〈デビッド・ソウル〉）

#### ドラマ
- 警察署長 #3（タイラー・ワッツ〈ビリー・ディー・ウィリアムズ〉）
- シェークスピア劇場「じゃじゃ馬ならし」（ベトルーチオ〈ジョン・クリーズ〉）
- シェークスピア劇場「リア王」（ケント伯〈ジョン・シュラブネル〉）
- ジェーン・エア（エドワード・ロチェスター〈ティモシー・ダルトン〉）
- スターロスト宇宙船アーク（デボン〈キア・デュリア〉）
- 主任警部モース（モース警部〈ジョン・ソウ〉）
- ダラス（ジョン・ロス (J.R.)・ユーイング〈ラリー・ハグマン〉）※テレビ朝日版
- 名探偵ポワロ 青列車の秘密（ルーファス・ヴァン・オールデン〈エリオット・グールド〉）※NHK版
- 立証責任（サンディ・スターン〈ヘクター・エリゾンド〉）
- レ・ミゼラブル（ジャン・パルジャン〈リチャード・ジョーダン〉）

### 劇場アニメ
- 太陽の王子 ホルスの大冒険（1968年） - 岩男モーグ[7]
- SF新世紀 レンズマン（1984年） - 金髪のレンズマン[8]
- 時空の旅人（1986年） - 織田信長[9]

### ラジオ
- クロスオーバーイレブン（NHK-FM） - 4代目ナレーター

### ドキュメンタリー
- コスモス（宇宙）シリーズ - カール・セーガンの声
  - コスモス（宇宙）（1980年）
  - コスモス・スペシャル（1987年）

### ナレーション

#### 映画
- 小林多喜二（1974年）

#### テレビ
- 隠し目付参上（1976年、毎日放送 / 三船プロダクション|三船プロ）
- 雲霧仁左衛門 （1979年、KTV / 松竹）
- 長七郎天下ご免!（1979年 - 1982年、テレビ朝日）
- 若大将天下ご免!（1987年、テレビ朝日）
- バルセロナの一日（1987年、NHK教育。オリジナルはフランス・CEC制作）
- 時代劇スペシャル 決闘鍵屋の辻 荒木又右衛門（1993年、日本テレビ）

## 音楽作品

### シングル
- 横内正のむかしの女 / 悲しい星の女 CBSソニー SOLB-203(1974年)
- 一の橋 / ある愛のテーマ(フジTV系「みれん橋」主題歌)(1977年)
- ああ人生に涙あり
- 男の旅路